# Antonio Corvetta
Antonio Corvetta, né le 28 septembre 1977 à Ancône en Italie, est un joueur italien de volley-ball. Il mesure 1,88 m et joue passeur.

## Clubs
| Club                               | De        | À         |
| ---------------------------------- | --------- | --------- |
| Associazione Sportiva Volley Lube  | 1995-1996 | 1997-1998 |
| Gioia del Volley                   | 1998-1999 | 1998-1999 |
| Naples Volley                      | 1999-2000 | 1999-2000 |
| ASD Cagliari Volley                | 2000-2001 | 2000-2001 |
| Volley 2002 Forlì                  | 2001-2002 | 2001-2002 |
| Dorica Pallavolo Ancône            | 2002-2003 | 2002-2003 |
| Associazione Sportiva Volley Lube  | 2003-2004 | 2003-2004 |
| Volley Corigliano                  | 2004-2005 | 2007-2008 |
| New Mater Volley Castellana Grotte | 2008-2009 | 2008-2009 |
| Callipo Sport                      | 2009-2010 | 2009-2010 |
| Porto Ravenne Volley               | 2010-2011 | 2011-2012 |
| Pallavolo Piacenza                 | 2012-2013 | 2012-2013 |
| Pallavolo Città di Castello        | 2013-2014 | …         |

## Palmarès
- Challenge Cup (1)
  - Vainqueur : 2013
- Championnat d'Italie
  - Finaliste : 2013
- Supercoupe d'Italie
  - Perdant : 2004